# Тевеліївська сільська рада
Тевеліївська сільська рада — колишня адміністративно-територіальна одиниця та орган місцевого самоврядування у Дзержинському районі Волинської округи, Вінницької та Житомирської областей Української РСР з адміністративним центром у селі Тевеліївка.

## Населені пункти
Сільській раді на час ліквідації були підпорядковані населені пункти:
- с. Тевеліївка.

## Населення
Кількість населення ради, станом на 1931 рік, становила 420 осіб.

## Історія та адміністративний устрій
Створена 15 липня 1929 року в с. Тевеліївка Садківської сільської ради Дзержинського району Волинської округи.
Станом на 1 вересня 1946 року сільська рада входила до складу Дзержинського району Житомирської області, на обліку в раді перебувало с. Тевеліївка.
Ліквідована 11 серпня 1954 року, відповідно до указу Президії Верховної ради Української РСР «Про укрупнення сільських рад по Житомирській області», територію ради та с. Тевеліївка приєднано до складу Садківської сільської ради Дзержинського району Житомирської області.